# Ларгидоннелл
Ларгидоннелл (англ. Largydonnell; ирл. Learga Uí Dhónaill) — деревня в Ирландии, находится в графстве Литрим (провинция Коннахт) у региональной трассы R280.